# Паркур
Парк̀ур (на латиница: parkour, от френското словосъчетание parcours du combattant – „преход на боеца“) е изкуството на преодоляване единствено с помощта на уменията на човешкото тяло на всякакви препятствия – природни и урбанистични – при прехода от точка А до точка Б.
Паркурът има и своя философия. Основоположниците му са французите Давид Бел и Себастиян Фукан. Сред основните понятия, свързани с теорията на паркур, според Бел са бягството и достигането. Те обуславят съчетанието на бързо мислене и ловкост, с които човек се измъква от сложни ситуации и е способен да отиде навсякъде, където пожелае. Триковете в паркура се наричат волтове (vaults). Тяхното съчетание се нарича флоу (flow).
Трениращите този спорт се наричат трасьори (или трейсъри); думата идва от френската дума (traceurs). Някои от движенията се наричат конг, мънки, даш, паумспин, уоуспин и други.
Много хора бъркат спорта с фрийрън или стрийт трикинг, но паркурът представлява преминаване от точка А до точка Б по най-бърз, ефективен, плавен и тих начин, като в него не се изпълняват акробатични номера (салта).
През 2007 г. български киноекип създава документален филм за паркур: „Паркур - начин на живот“.